# RDS Academy
RDS Academy è stato un programma televisivo italiano, in onda, dal 2014 al 2016, in access prime time su Sky Uno e, dal 2017, al sabato pomeriggio su Real Time.
Il programma era prodotto da Level 33 S.r.l. per RDS, con la collaborazione di Edizioni Condé Nast S.p.A. per Vanity Fair, e veniva registrato presso gli Studi di RDS in via Pier Ruggero Piccio 55 a Roma.

## Il programma
RDS Academy è un talent show in cui 12 concorrenti (selezionati tra 5000 aspiranti conduttori radiofonici) intraprendono un percorso di lezioni, studio e prove a eliminazione, quali improvvisazione, interviste live ai big della musica, dizione, lingua inglese, con l'aiuto e il giudizio dei tre coach, oltre a insegnanti d'eccezione, quali Enrico Mentana, Chiara Gamberale, Marco Liorni e gli attuali conduttori della radio, tra i quali Claudio Guerrini, Roberta Lanfranchi, Paolo Piva, Renzo Di Falco e Barty Colucci.
Il vincitore del programma si aggiudica un contratto di collaborazione professionale, della durata di anno, per RDS, con possibilità di rinnovo.
Durante la quarta edizione, i posti disponibili per l'accademia da 12 scendono a 9.
La prima edizione è stata condotta da Diletta Leotta, per le due edizioni successive non c'è stata una voce narrante per il programma, mentre dalla quarta entra a far parte del programma la conduttrice Rossella Brescia.
Per la quinta stagione, come confermato da Anna Pettinelli in diretta su RDS il 1º settembre 2018, torna come giudice Giovanni Vernia.

## Edizioni
| Edizione | Prima puntata     | Finale           | Puntate | Rete                       | Voce narrante    | Vincitore        | Secondo posto       | Terzo posto      | Giudici         | Giudici         | Giudici           |
| -------- | ----------------- | ---------------- | ------- | -------------------------- | ---------------- | ---------------- | ------------------- | ---------------- | --------------- | --------------- | ----------------- |
| Prima    | 9 giugno 2014     | 7 luglio 2014    | 9+1     | Sky Uno HD Cielo (replica) | Diletta Leotta   | Giuditta Arecco  | Stefano Mastrolitti | Manola Moslehi   | Anna Pettinelli | Matteo Maffucci | Giovanni Vernia   |
| Seconda  | 4 maggio 2015     | 1 giugno 2015    | 9+1     | Sky Uno HD Cielo (replica) | non presente     | Melania Agrimano | Alessandro Corsi    | Riccardo Russo   | Anna Pettinelli | Matteo Maffucci | Giuseppe Cruciani |
| Terza    | 9 giugno 2016     | 7 luglio 2016    | 9+1     | Sky Uno HD Cielo (replica) | non presente     | Valerio Scarponi | Chiara De Pisa      | Olimpia Camilli  | Anna Pettinelli | Matteo Maffucci | Giuseppe Cruciani |
| Quarta   | 16 settembre 2017 | 11 ottobre 2017  | 9+1     | Real Time                  | Rossella Brescia | Filippo Ferraro  | Vittoria Marletta   | Davide Damiani   | Anna Pettinelli | Matteo Maffucci | Giuseppe Cruciani |
| Quinta   | 17 novembre 2018  | 19 dicembre 2018 | 9+1     | Real Time                  | Rossella Brescia | Davide Semilia   | Lorenzo Menicucci   | Isotta Tomazzoni | Anna Pettinelli | Matteo Maffucci | Giovanni Vernia   |

### Dopo "RDS Academy"
- Stefano Mastrolitti è stato speaker di R101, è venuto a mancare nel maggio 2017;
- Riccardo Russo è speaker di R101;[1]
- Chiara De Pisa, Melania Agrimano, Alessandro Corsi e Filippo Ferraro sono speaker di RDS;[2]
- Manola Moslehi, Giuditta Arecco e Daniela Cappelletti sono speaker di Radio Italia[3];
- Marlen Pizzo e Isabella Palmisano sono speaker di m2o.
- Davide Damiani è speaker di Radio Deejay.
- Vittoria Marletta è speaker di Radio Number One.